# 没有指针的钟
《没有指针的钟》（英語：Clock Without Hands）美国女性小说家卡森·麦卡勒斯的长篇小说。该书描写了美国社会中深深扎根了的痼疾“种族歧视”。

## 内容
该书一共有四位主人公，一位是80多岁的前美国众议院的议员福克斯·克莱恩法官；一位是药店老板马龙，他患有白血病；一位是17岁的高中生杰斯特（福克斯·克莱恩的孙子）；一位是17岁的美国黑人舍曼·普友。
美国南方的美国黑人舍曼·普友一直在寻找自己的亲生母亲，杰斯特则一直在寻找自己父亲的死因，舍曼觉得美国那些著名的黑人妇女，都可能是自己的母亲，结果他在杰斯特祖父福克斯·克莱恩法官的办公室找到了自己身世有关的诉讼材料，于是，舍曼·普友决心报复美国白人。后来，舍曼·普友住到美国白人社区，结果被美国白人炸死在家里。

## 译著
该书简体中文版本由金绍禹翻译。